# Harry Hill
Harold Heaton "Harry" Hill, född 8 maj 1916 i Padiham, död 31 januari 2009 i Bury, var en brittisk tävlingscyklist.
Hill blev olympisk bronsmedaljör i lagförföljelse vid sommarspelen 1936 i Berlin.